# All Eyez on Me (album Monica)
All Eyez on Me è il terzo album discografico in studio della cantante statunitense Monica, pubblicato nel 2002. 
Il disco è stato destinato al solo mercato giapponese.

## Tracce
1. I'm Back – 3:35
2. All Eyez on Me – 4:00
3. U Should've Known – 4:18
4. Too Hood (featuring Jermaine Dupri) – 4:04
5. I Wrote This Song – 3:48
6. U Deserve (featuring Hussein Fatal) – 4:24
7. Breaks My Heart – 4:27
8. Ain't Gonna Cry No More – 4:10
9. If U Were the Girl – 3:51
10. What Hurts the Most – 4:44
11. Searchin' – 4:30